# Laurent Lageyre
Pas d'image ? Cliquez ici

a Compétitions nationales et continentales officielles uniquement.

Dernière mise à jour le 28 mars 2020.
Laurent Lageyre, né le 22 mai 1975 à Dax, est un joueur français de rugby à XV évoluant au poste de demi d'ouverture.

## Biographie
Passé par l'école de rugby de l'Aviron bayonnais, Laurent Lageyre est formé à l'US Dax, participant notamment à une finale de championnat de France Reichel. Il rejoint ensuite l'US Tours où il remporte le championnat de Promotion nationale en 2001, inscrivant tous les points de son équipe en finale contre Albi. La même année, il signe au Biarritz olympique où il participe à la conquête du Bouclier de Brennus. Après une saison au BO, il retourne à Dax,. Après quatre ans à l'USD, il finit sa carrière au Saint-Paul Sports Rugby en 2007.

## Palmarès
- Championnat de France de promotion nationale :
  - Champion (1) : 2001